# Hyperolius montanus
Hyperolius montanus är en groddjursart som först beskrevs av Angel 1924.  Hyperolius montanus ingår i släktet Hyperolius och familjen gräsgrodor. IUCN kategoriserar arten globalt som livskraftig. Inga underarter finns listade i Catalogue of Life.